# Micralymma marinum
Micralymma marinum är en skalbaggsart som först beskrevs av Hans Ström 1783.  Micralymma marinum ingår i släktet Micralymma, och familjen kortvingar. Arten är reproducerande i Sverige.